# Pavel Florenskij

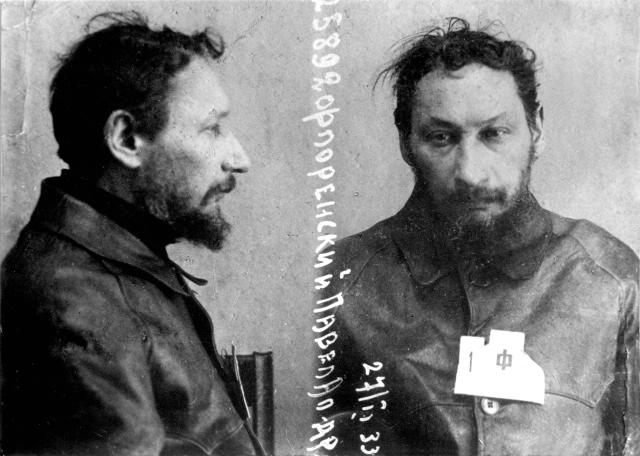
Roku 1934

Pavel Alexandrovič Florenskij (rusky Павел Александрович Флоренский; 21. ledna 1882 – 8. prosince 1937) byl ruský teolog, filozof, matematik a elektroinženýr, někdy nazývaný „ruský Leonardo da Vinci“.

## Životopis
Pavel Alexandrovič Florenskij se narodil v rodině železničáře - inženýra ve městě Jevlach, které se v současnosti nachází v západním Ázerbájdžánu. Jeho otec pocházel z rodiny ruského ortodoxního kněze a matka z arménské šlechty. Po ukončení gymnázia v Tbilisi nastoupil na fakultu matematiky na Moskevské státní univerzitě, současně se věnoval studiu filozofie.
Po úspěšném ukončení studií v roce 1904 Florenskij odmítl nabídnuté učitelské místo na univerzitě. Místo toho se rozhodl zahájit studium teologie. V r. 1904 nastupuje na Moskevskou duchovní akademii v Sergijevem Posadu. Spolu s dalšími studenty založil společnost Союз Християнской Борьбы zaměřenou na revoluční přestavbu ruské společnosti v souladu s myšlenkami Vladimíra Solovjova. Kvůli členství v této společnosti byl v roce 1906 uvězněn. Později se již v radikálních křesťanských hnutích neangažoval.

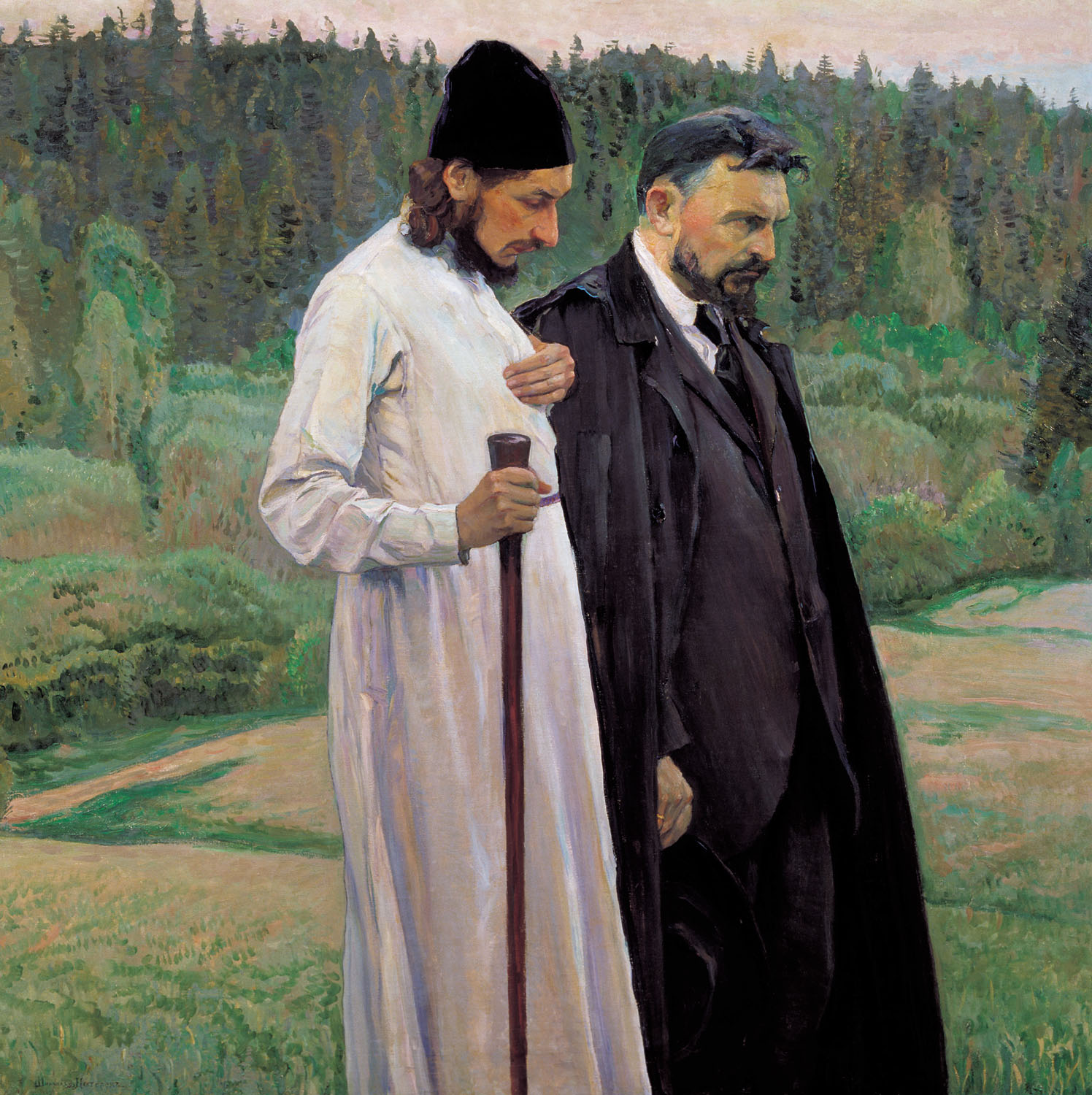
Michail Něstěrov: Pavel Florenskij a Sergej Bulgakov, 1917

Během studií teologie jeho zájmy zahrnovaly filozofii, náboženství, umění, folklór. Stal se prominentním členem ruského symbolistického hnutí, spřátelil se s Andrejem Bělým, publikoval v magazínu Nová cesta (Новый Путь) a Váhy (Весы). Začal také pracovat na svém hlavním filozofickém díle Sloup a opora pravdy (Столп и утверждение истины). Kniha byla publikována až v roce 1924, protože váhal s jejím zveřejněním, přestože větší část měl hotovou již kolem roku 1908. Vydavatelství Princeton University Press o ní napsalo:
| „                                          | Jde o sérii dvanácti listů "bratrovi", případně "příteli", který může být symbolicky chápán jako Kristus. Ústředním tématem Florenského práce je zkoumání různých významů křesťanské lásky, kterou vidí jako kombinaci filia (přátelství) a agapé (univerzální láska). Popisuje prastaré křesťanské obřady jako adelfopoiésis - obřady sbratření mezi věřícími, spojující mužské přátelství cudným poutem lásky. Navíc je jedním z prvních myslitelů ve dvacátém století, pro které je důležitá idea Božské Sofie. | “ |
| — Vydavatelství Princeton University Press | |   |

Podle vydavatelství Refugium se jedná o „jedno z nejznamenitějších náboženských děl v intelektuálním ruském prostředí, jak po stránce spekulativní - teologicky či filozoficky - tak i ve smyslu osobního svědectví. Grandiózní eseje jsou záměrně prokládané různými mezioborovými exkurzemi do matematiky, teorie umění, patristiky... Nadčasové originální vize ruského kněze, který záhadně zahynul v sovětském vězení, představují nepochybně velmi závažnou inspiraci.“
Po ukončení studií teologie vyučoval filozofii a žil v Trojicko-sergijevské lávře do roku 1919. V roce 1911 byl vysvěcen na kněze. V roce 1914 napsal disertační práci O duchovní pravdě. Publikoval příspěvky z oblastí filozofie, teologie, teorie umění, matematiky, elektrodynamiky. Mezi lety 1911 a 1917 byl hlavním editorem jednoho z nejváženějších teologických periodik ortodoxní církve toho času, Bohosloveckého věstníku. Byl také duchovním učitelem jednoho z nejkontroverznějších spisovatelů předrevoluční epochy Vasilije Rozanova, kterého se snažil smířit s pravoslavnou církví.
Po uzavření klášterů, v nichž působil jako kněz, byl přesunut do Moskvy na práci na elektrifikaci Ruska (plán GOELRO); stalo se tak na doporučení Lva Trockého, který věřil ve Florenského schopnost pomoci nové sovětské vládě při elektrifikaci Ruska.
V roce 1924 publikoval velkou monografii o dielektricích, a také knihu Sloup a opora pravdy. Současně publikoval práce o starém ruském umění. Byl jedním z organizátorů záchrany relikvií svatého Sergeje Radoněžského, jejichž zničení bylo nařízeno vládou.
V druhé polovině 20. let pracoval hlavně na fyzice a elektrodynamice, publikoval svou hlavní vědeckou práci Imaginární čísla v geometrii pojednávající o geometrické interpretaci teorie relativity.
V roce 1928 odešel do exilu ve městě Nižnij Novgorod. Po intervenci manželky Maxima Gorkého Jekatěriny mu byl povolen návrat do Moskvy. V roce 1933 byl zatčen a odsouzen na 10 let do pracovního tábora (paragraf 58 trestního zákona, bod 10 a 11 - protisovětská agitace a publikování protisovětských materiálů). Protisovětské agitace měly být v jeho monografii Imaginární čísla v geometrii.
Ze začátku byl v táboře pracujícím na BAM, od roku 1934 v Solovkách (bývalý klášterní komplex na Soloveckých ostrovech v Bílém moři), kde řídil výzkum produkce jódu a agaru z řas v okolí ostrova. V roce 1937 byl převezen do Leningradu, kde byl odsouzen „trojkou NKVD“ (obvykle to byl okresní náčelník NKVD, první tajemník strany v dané oblasti a zástupce prokuratury nebo místní vlády. Společně měli právo vynášet rozsudky nad vězni v jejich nepřítomnosti, bez jakéhokoliv soudce, bez poroty, právníků či soudu) k trestu smrti. Podle legendy byl odsouzen kvůli tomu, že nechtěl prozradit místo, kde byly ukryty ostatky svatého Sergeje Radoněžského (mělo jít o jeho hlavu).
Podle oficiálních informací Florenskij zemřel 8. prosince 1943 někde na Sibiři, ale studium archivů NKVD odhalilo, že toto datum je falešné. Poslední záznam z vyšetřování pochází ze dne 25. listopadu 1937. Florenskij byl zastřelen okamžitě po odsouzení „trojkou“, v prosinci 1937. Pravděpodobně byl popraven nedaleko Leningradu, v blízkosti Toksova (20 kilometrů severovýchodně od Leningradu) a byl pohřben v tajném hrobě spolu s dalšími oběťmi NKVD.
Československá vláda požádala Sovětský svaz v roce 1935 o propuštění do emigrace pro několik ruských intelektuálů, mezi nimi i pro Florenského. Odpověď sovětské strany zněla:  ... pop, příživník, nepřítel sovětského lidu si zaslouží pouze spravedlivý trest.

### České překlady
- Ikonostas. Chomutov: Luboš Marek, 2000 ISBN 80-86263-13-4
- Sloup a opora pravdy. Olomouc: Refugium, 2003 ISBN 80-86715-10-8
- Jména. Červený Kostelec: Pavel Mervart, 2023, ISBN 978-80-7465-630-9